# Швейцарский поход Суворова
Швейцарский поход Суворова (10 [21] сентября — 27 сентября [8 октября] 1799 года; по другим данным — 1 [12] октября 1799 года) — одно из крупнейших политических и военных событий (для своего времени), военная операция по переброске подкреплений из Италии в Швейцарию для усиления группировки войск Второй коалиции, предпринятая генерал-фельдмаршалом Александром Суворовым в ходе войны Второй коалиции, составляющей французские революционные войны.
План похода предусматривал переход через Швейцарские Альпы из Северной Италии на соединение с русско-австрийским корпусом под командованием генерал-лейтенанта Александра Римского-Корсакова и фельдмаршал-лейтенанта Фридриха фон Готце, находившимся в Цюрихе, и дальнейшие действия объединёнными силами с целью разгрома и изгнания французских революционных войск под командованием генерала Андре Массены из Гельветической республики.
В тяжелейших условиях горного похода под непрерывными натиском частей французского генерала Клода Жака Лекурба армия Суворова прошла с боями через перевал Сен-Готард и Чёртов мост в долину Ройса, откуда через заснеженный перевал Кинциг спустилась в долину Муотаталь. Здесь она была заперта войсками Массены, который ещё раньше разгромил под Цюрихом корпус Римского-Корсакова и фон Готце. Однако А. В. Суворов сумел вырваться, нанеся сокрушительное поражение Массене (сам французский генерал едва избежал плена). Тем не менее, общая численность войск противника в Швейцарии теперь значительно превосходила русско-австрийский корпус Суворова, поэтому основная цель похода — изгнание французов, — стала недостижимой. Чтобы сохранить остатки своей измотанной армии, русский полководец начал с тяжёлыми боями пробиваться через Гларус в сторону Австрии. Совершив переход через заснеженный труднодоступный перевал Паникс, русские войска, не встречая более сопротивления, дошли до города Кур, после чего покинули территорию Швейцарии и двинулись в сторону России.
Итогом менее чем месяца изнурительных маршей и боевых действий в непривычных для Русской армии горных условиях стала потеря около 5 000 человек погибшими, не менее 2 100 пленными, а также всей артиллерии. Потери противника неизвестны, однако Суворов из своего последнего боевого похода вывел живыми около 1 400 пленных французов. При этом Франция сохранила свой полный контроль над Гельветической республикой, каким он был до начала Швейцарского похода.

## Даты начала и окончания похода
В русской историографии принято считать датой начала Швейцарского похода 10 (21) сентября. Так, Энциклопедический словарь Брокгауза и Ефрона сообщает, что к этому числу «удалось более или менее изготовиться для дальнейшего похода». В Большой советской энциклопедии сказано, что войска Суворова, уже находящиеся на швейцарской территории близ Таверны, двинулись в этот день к Сен-Готтарду. Однако в западной историографии датой начала похода считается 31 августа (11 сентября), когда капитулировала осаждаемая Суворовым Тортона, и его войска выступили из итальянской Алессандрии по направлению к Швейцарии.
В XIX веке российские историки считали, что поход окончился 1 (12) октября, когда армия Суворова достигла района австрийского города Фельдкирха. Эта дата была указана в Энциклопедическом словаре Брокгауза и Ефрона. В советской историографии датой окончания похода было принято 27 сентября (8 октября), — день достижения армией Суворова города Кур — последнего на маршруте следования войск крупного населённого пункта на территории Швейцарии. Эта дата, принятая и в настоящее время, указана в Большой советской энциклопедии. Западная историография считает, что Швейцарский поход Суворова закончился в конце января 1800 года, когда русские войска из зимнего лагеря в Богемии двинулись в Польшу, бывшую тогда российской территорией.

## Историко-географическая справка
Следует иметь в виду, что в исторической литературе, посвящённой Швейцарскому походу Суворова, многие топонимы употребляются в архаичной или искажённой форме, значительно отличной от современных географических названий:
- устар. «Мутенская долина» (нем. Muttenthal) — местность, ныне именуемая Муотаталь (Muotatal с нем. — «Долина реки Муота[нем.]»)[3];
- устар. «Деревня Мутен» (нем. Mutten) — ныне известна, как коммуна Муотаталь (нем. Gemeinde Muotathal)[3];
- устар. «Перевал Руоз-Альп-Кульм» — ныне известен, как перевал Руозальпер Хулем (швейц. Ruosalper Chulm; 2178 м)[4];
- устар. «Перевал Кинциг-Кульм» (нем. Kinzig Kulm) — ныне известен, как Хинциг Хулем (швейц. Chinzig Chulm; 2073 м), или Кинцигпасс (Kinzigpass с нем. — «перевал Кинциг»)[5];
- устар. «Хребет Рошток» — искажённое название вершины Россшток[нем.] (швейц. Rossstock; 2461 м)[6]. Суворов же воспользовался перевалом на её склоне, ныне известным, как Россштоклюке (2193 м; швейц. Rossstocklücke)[7];
- устар. «Гора Брагельберг» (нем. Bragelberg) — германизированная форма устаревшего ретороманского топонима Брагель (романш. Bragell). Ныне — Прагельпасс (Pragelpass с нем. — «перевал Прагель»; 1548 м)[8].
- устар. «Гора Фурк» — искажённое название перевала высотой 2431 м, ныне известного, как Фурка (романш. Furca), или Фуркапасс (нем. Furkapass)[9].

В данной статье используются современные топонимы, за исключением «сражения в Мутенской долине», поскольку это название закрепилось за битвой в исторической литературе.

## Боевое расписание русской армии в Швейцарии
- Штаб А. В. Суворова (57 человек, в том числе 9 австрийцев)
- Корпус генерала от кавалерии В. У. фон Дерфельдена:
  - Авангард генерал-майора князя П.И Багратиона:
  - 7-й егерский полк Багратиона (2 орудия, 506 чел.).
  - 8-й егерский полк Миллера (1 орудие, 496 чел.).
  - Сводно-гренадерский батальон Ломоносова (1 орудие. 330 чел.).
  - Сводно-гренадерский батальон Дендрыгина (339 чел.).
  - Сводно-гренадерский батальон Санаева (1 орудие, 326 чел.).
  - Сводно-гренадерский батальон Калемина (397 чел.).

Итого: 5 орудий, около 2400 человек.
- Дивизия генерал-лейтенанта Я. И. Повало-Швейковского:
  - Московский гренадерский полк Розенберга (1 орудие, 911 чел.).
  - Смоленский мушкетёрский полк Я. И. Повало-Швейковского (1 орудие. 921 чел.).
  - Низовский мушкетёрский полк Барановского 2-го (1 орудие, 1479 чел.).
  - Архангелогородский мушкетёрский полк Каменского 2-го (1 орудие. 1049 чел.).
  - В резерве 2 орудия.

Итого: 6 орудий, около 4400 человек.
- Дивизия генерал-лейтенанта И. И. Фёрстера:
  - Тамбовский мушкетёрский полк И. И. Фёрстера (1 орудие. 1134 чел.).
  - Тульский мушкетёрский полк Тыртова (1 орудие, 891 чел.).
  - Бутырский мушкетёрский полк М. М. Велецкого (1 орудие. 957 чел.).
  - Новгородский мушкетёрский полк Фертша (1 орудие, 1467 чел.).
  - В резерве 2 орудия.

Итого: 6 орудий, около 4500 человек.
- Корпус генерала от инфантерии А. Г. Розенберга:
  - 13-й егерский полк Кашкина (1 орудие, 697 чел.).
  - Апшеронский мушкетёрский полк Милорадовича (1 орудие, 1043 чел.).
  - Азовский мушкетёрский полк Ребиндера (1 орудие. 1428 чел.).
  - Орловский мушкетёрский полк Мансурова 2-го (1 орудие, 1401 чел.).
  - В резерве 4 орудия.

Итого: 8 орудий, около 4700 человек.
- Кавалерия:
  - Донской казачий полк Грекова 8-го (472 человека).
  - Донской казачий полк Денисова 5-го (449 человек).
  - Донской казачий полк Молчанова (446 человек).
  - Донской казачий полк Поздеева 4-го (482 человека).
  - Донской казачий полк Поздеева 6-го (462 человека).
  - Донской казачий полк Семерникова (431 человек).
  - Донской казачий полк Сычева 2-го (480 человек).
  - Донской казачий полк Курнакова (480 человек).
- Артиллерия:
  - Артиллерийская прислуга (1581 человек).
- Пионерный корпус:
  - Пионеры (212 человек).

Итого: 21552 человек

## Военная обстановка в Италии и Швейцарии перед началом похода
К концу августа 1799 года в результате Итальянского похода Суворова и Средиземноморского похода Ушакова почти вся Италия была освобождена от французских войск. Остатки разбитой при Нови 35-тысячной армии генерала Жана Моро (около 18 000 человек) отступили к Генуе, которая осталась последним районом Италии под французским контролем. Наступление русско-австрийской армии под командованием Суворова (около 43 000 человек) на Геную, с последующим полным вытеснением французской армии из Италии, представлялось естественным следующим шагом.
Однако, в связи с планировавшейся высадкой 30-тысячного англо-русского десантного корпуса в Голландии, австрийским командованием было принято решение направить все находившиеся в Швейцарии австрийские войска (58 тысяч человек под командованием эрцгерцога Карла) на соединение с англо-русским корпусом в Голландии. Взамен ушедших из Швейцарии австрийских войск туда предполагалось перебросить русские войска из Италии (около 21 тысячи) и соединить их с находившимся в Швейцарии 24-тысячным русским корпусом под командованием генерал-лейтенанта Римского-Корсакова. Российский император Павел I согласился на этот план, но поставил условием перехода русских войск в Швейцарию её предварительное очищение от французов. Австрийский кабинет, однако, этого условия не выполнил и отдал приказ об отходе своих войск из Швейцарии, что грозило оставить находившийся в Швейцарии 24-тысячный русский корпус под командованием Римского-Корсакова один на один с 84-тысячной французской армией под командованием Массены.
18 (29) августа 1799 года австрийская армия начала отход из Швейцарии. Понимая, в какое отчаянное положение ставит его уход русские войска, эрцгерцог под свою ответственность временно, до прибытия Суворова, оставил в Швейцарии 22-тысячный австрийский отряд под командованием фельдмаршал-лейтенанта фон Готце. Тем не менее, у французов в Швейцарии сохранялось примерно полуторакратное превосходство в численности, и учитывая, что Массена (будущий маршал Франции) вообще отличался решительностью и энергичностью, французская атака была только вопросом времени. В то же время своевременное (до атаки Массена) прибытие армии Суворова в Швейцарию существенно осложнило бы французам задачу вытеснения войск коалиции из Швейцарии.
Суворов, однако, задержался в Италии вплоть до капитуляции осаждённого его армией французского гарнизона в Тортоне — согласно заключённой 11 (22) августа 1799 года конвенции, комендант крепости обязался капитулировать, если до 31 августа (11 сентября) крепость не будет деблокирована французскими войсками. Предотвратив две попытки французской армии под командованием Моро по деблокаде Тортоны, Суворов дождался капитуляции гарнизона. В 7 утра 31 августа (11 сентября) русские войска выступили по направлению к Швейцарии.

## Начало похода. Бои за Сен-Готард и Чёртов мост

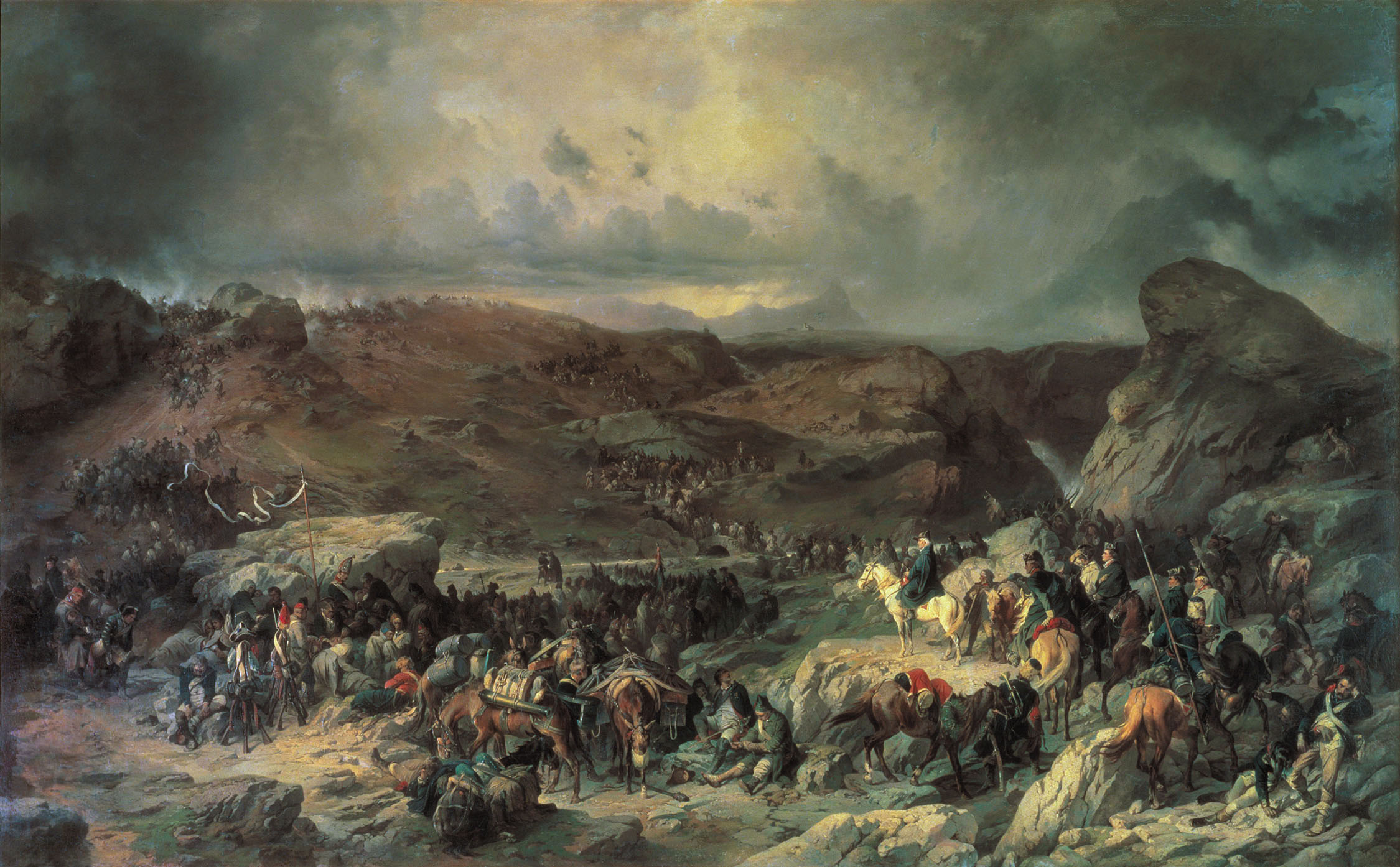
А. Коцебу. Переход Суворова через Сен-Готард 13 сентября 1799 года

10 (21) сентября войска Суворова выступили в Швейцарский поход. Войска двумя колоннами выдвигались к подошве Сен-Готарда. 12 (23) сентября левая колонна — корпус Вилима Христофоровича Дерфельдена с австрийской бригадой полковника Готфрида фон Штрауха (нем. Gottfried von Strauch) — расположился у Дацио. Последний занимала бригада Гюдена (4300 человек), три батальона которой стояли на вершине и в коммуне Айроло, 1 батальон — на дороге в Валлис, у перевала Фурка, 2 батальона — у озера Обер-Альп, на перевале между долинами Тавеч и Урсерен. Бригада Луазона (такой же численности) занимала позиции от Урсерена до Альтдорфа. В ходе сражения часть её сил прибыла на помощь Гюдену. Всеми французскими войсками правого крыла, оборонявшими Сен-Готард и долины реки Ройс, командовал генерал Клод Жак Лекурб. Русские заняли Сен-Готард. Между тем Андрей Григорьевич Розенберг, выступив на рассвете 13 сентября из Тавеча, двигался по Рейнской долине, тесня неприятельские войска, и к вечеру оттеснил их к деревне Урсерен.
14 (25) сентября, после соединения с Розенбергом в Урсерене, Суворов направил на левый берег Ройса полк под начальством генерала Николая Михайловича Каменского для выхода в тыл неприятельских позиций у Чёртова моста. Полк двинулся вслед за прошедшими через Бетцберг войсками Лекурба, уничтожая отставшие во время ночного марша части противника. Суворов повёл армию правым берегом на север, но встретил препятствие — так называемую Урсеренскую дыру, узкую и низкую галерею, пробитую в обрамляющих Ройс скалах, длиной 64 метра и шириной, дававшей возможность прохода только для одного человека с вьюком (в дальнейшем была расширена примерно до 3 метров). За ней дорога огибала скалу в виде карниза и круто спускалась к Чёртову мосту в том месте, где Ройс представляет собой бурный поток с водопадами свыше 60 метров высотой. Сам мост состоял из узкой каменной арки без перил 20 метров длины, перекинутой через Ройс на высоте 22—23 метров. Затем путь, упершись в отвесную скалу левого берега, круто поворачивал направо и спускался по искусственной каменной аппарели к другому мостику, по которому опять переходил на правый берег. Обойдя в этом месте крутую скалу, дорога снова выходила на левый берег реки и наконец, у деревни Гёшенен выходила из ущелья. Между Урсеренской дырой и Чёртовым мостом — около 300 метров, а вся теснина до Гёшенена — около 2,5 километра. Когда полковник Трубников появился над выходом из Урсеренской дыры, передовой отряд французов оставил свою позицию. Батальон Мансурова прорвался через проход и бросился на отступавших французов в штыки.

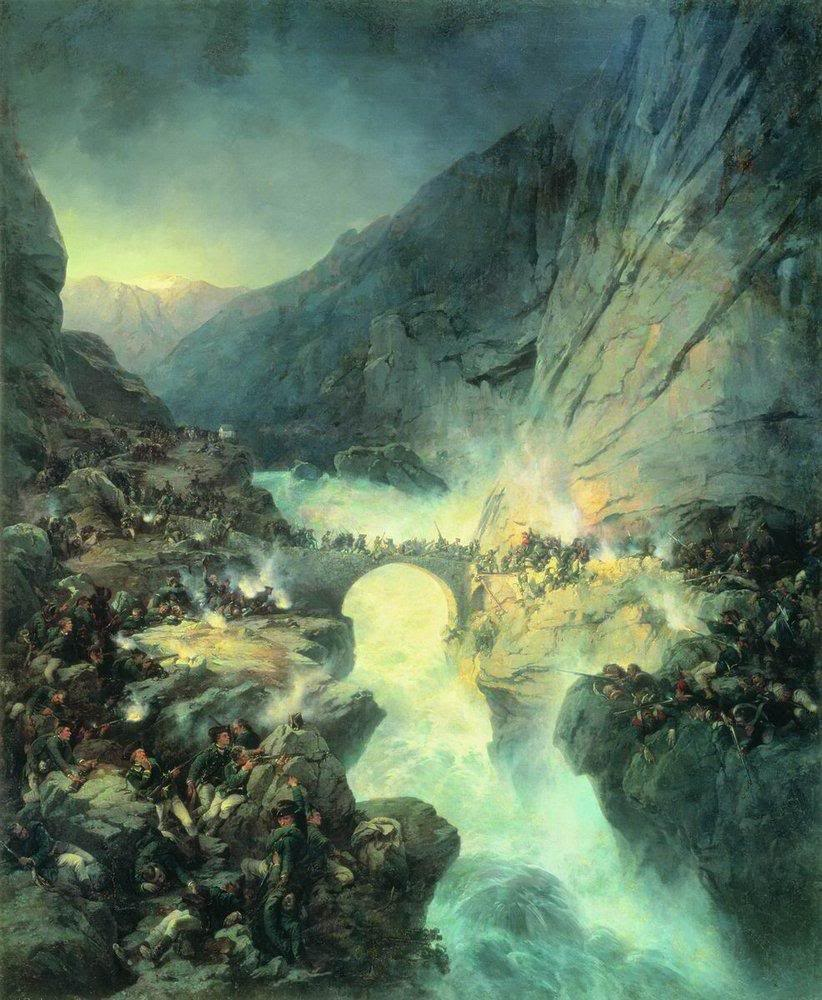
Переход Суворова через Чёртов мост. Художник А. Е. Коцебу

Французы, стоявшие на противоположном берегу, начали разбирать аппарель. Но в это время к месту боёв со стороны хребта Бетцберг прибыла колонна генерала Каменского. Французы начали отступать от Чёртова моста, успев предварительно частично разрушить его. Для устранения этого препятствия русские солдаты разобрали находившийся поблизости сарай, притащили брёвна и перевязав их офицерскими шарфами, перебросили через образовавшийся провал. Первым, перешедшим по этой перекладине, был майор князь Мещёрский-третий, тут же смертельно раненный. За ним перешли солдаты Тревогина и Свищова.
В донесении Павлу I Суворов писал:

На каждом шагу в этом царстве ужаса зияющие пропасти представляли отверзтые и поглотить готовые гробы смерти… Там явилась зрению нашему гора Сен-Готард, этот величающийся колосс гор, ниже которых громоносные тучи и облака плавают, и другая, уподобляющаяся ей, Фогельсберг. Все опасности, все трудности были преодолены и, при такой борьбе со всеми стихиями, неприятель, согнездившийся в ущелинах и неприступных, выгоднейших местоположениях, не мог противостоять храбрости воинов, явившихся неожиданно на этом новом театре… Войска Вашего Императорского Величества прошли через темную горную пещеру Урсерен-Лох, заняли мост, удивительной игрой природы из двух гор сооруженный и проименованный Тейфельсбрюкке. Оный разрушен неприятелем. Но сие не останавливает победителей. Доски связываются шарфами офицеров, по сим доскам бегут они, спускаются с вершины в бездны и, достигая врага, поражают его всюду.

Лекурб намеревался остановить русскую армию, однако после боёв на Сен-Готарде и за Чёртов мост и отступления ему удалось собрать лишь около 6000 человек. Здесь Лекурб направил часть войск под командованием Луазона и Гюдена в западном и юго-западном направлениях, оставшись в Зеедорфе с отрядом численностью 700—900 человек. Часть войск Лекурб направил к Флюелену, откуда они эвакуировались на переправочных средствах.
Вместе с тем, 23 сентября 1799 года австрийская бригада Ауфенберга численностью две с половиной тысячи человек, стоявшая в Дисентисе, выдвинулась на соединение с корпусом Суворова, чтобы в соответствии с союзническими обязательствами усилить его. Спустившись Мадеранской долиной, австрийцы заняли Амштег на Ройсе, выбив оттуда незначительный французский отряд и создав угрозу тылам генерала Лекурба. Французы контратаковали и несколько потеснили Ауфенберга вверх по Мадеранской долине, где тот занял оборону и стоял в ней, пока 25 сентября не подошли войска Суворова. Как только французы отступили из Амштега, австрийские части влились в состав суворовской армии и двигались с ней на Альтдорф и далее.

## Переход от Альтдорфа в Муотаталь

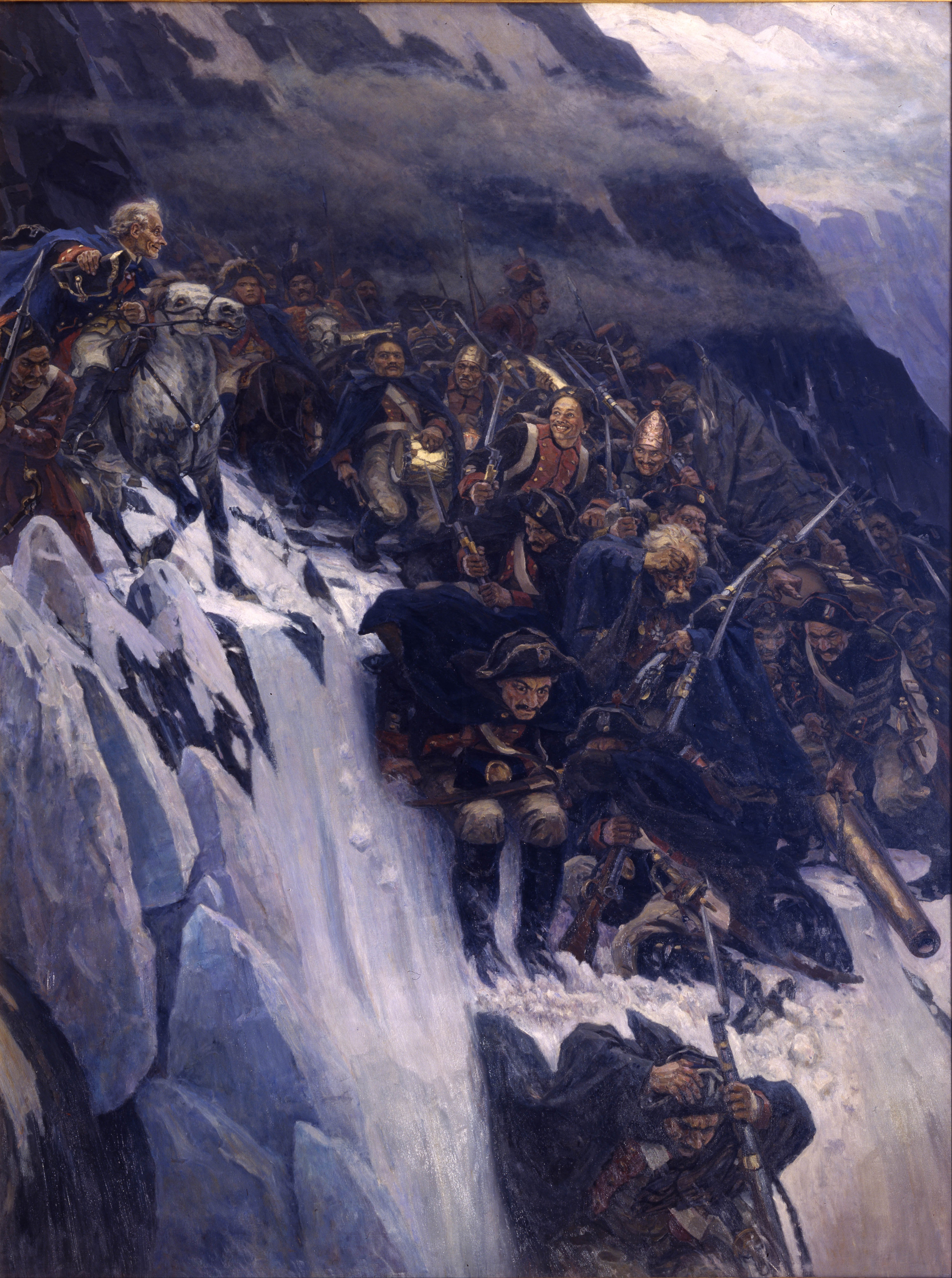
«Переход Суворова через Альпы», Суриков, 1899 год

Достигнув Альтдорфа, Суворов обнаружил, что далее сухопутной дороги нет, и Швица можно достичь только по Фирвальдштетскому (Люцернскому) озеру, однако все переправочные средства захвачены неприятелем. На это обстоятельство ни генерал Готце, ни полковник фон Штраух (нем. Gottfried von Strauch) не обратили внимания Суворова при обсуждении плана похода (по другим сведениям, австрийцы уверяли Суворова в том, что дорога на Швиц вдоль Люцернского озера имеется). Из Альтдорфа существовали две дороги — через Шэхенскую долину к верховьям реки Линт, где Суворов мог соединиться с отрядом австрийского фельдмаршал-лейтенанта (генерал-лейтенанта) Фридриха барона фон Линкена (нем. Friedrich Freiherr von Linken; 1743—1800), и через Мадеранскую долину — к верховьям Рейна. Однако ни та, ни другая не вели к Швицу и Цюриху — соединение с войсками Римского-Корсакова и Готце было невозможно. Находясь в столь критическом положении, Суворов узнал о существовании двух горных троп — через перевалы Руозальпер Хулем (2172 метра) и Книциг (2073 метра), ведущих через снеговой хребет Россшток в Муотаталь, откуда имелась дорога к западу на Швиц. Обоими перевалами с давних времён местные крестьяне пользовались в летнее время для перегона скота и лошадей. Войска были крайне измотаны предшествующим семидневным переходом; обувь изношена, провиант истощён. Тем не менее, Суворов решил направить всю армию по кратчайшей тропе протяжённостью 18 километров, идущей через перевал Кинциг, намереваясь во что бы то ни стало дойти до Швица. По мнению позднейших исследователей, такое решение «свидетельствовало о невероятной силе воли полководца» и неограниченной уверенности в своих войсках.
С рассветом 16 (27) сентября армия выступила. Авангард вёл Пётр Иванович Багратион, за ним следовали войска генералов Дерфельдена и Ауфенберга, а за ними — вьюки. Андрею Григорьевичу Розенбергу было приказано прикрывать тыл от нападений Лекурба и следовать за вьюками. Переход армии представлял огромные трудности. Множество людей, лошадей и вьюков погибло, сорвавшись в пропасти. Через 12 часов пути авангард достиг деревни Муотаталь и захватил врасплох стоявший там французский пост (150 человек), — противник не успел сделать ни одного выстрела. Остальные войска растянулись по всему пути и провели ночь на снежном перевале. Лишь вечером следующего дня хвост колонны добрался до Муотаталя. Затем ещё в течение двух дней той же дорогой тянулись вьюки.
Арьергард, успешно отразив за это время два нападения Лекурба, в ночь с 17 на 18 (с 28 на 29) сентября двумя колоннами с интервалом в несколько часов двинулся вслед за главными силами.

Каким образом смелый и энергичный Лекурб не сумел предпринять ничего более значительного против арьергарда Суворова,<…> нам не вполне понятно. Если это является следствием очень хорошо организованного наступления русских, то следует только очень пожалеть, что нам не удалось познакомиться с его организацией, так как обстоятельные сведения об этой организации и совершении этого похода были бы во всяком случае весьма поучительны.
— Клаузевиц
Лекурб, предполагал, что Суворов двинется через Руозальпер Хулем, считая при этом переход через Кинциг невозможным. Поэтому лишь утром 17 (29) сентября, обнаружив, по какому пути ушла русская армия, сообщил об этом Массене, Молитору, Мортье и Луазону. В тот же день последние части арьергарда Розенберга прибыли в Муотаталь, где Суворов получил письменное донесение генерала Линкена о поражении Римского-Корсакова и Готце под Цюрихом 14—15 (25—26) сентября.

## Выход русской армии из окружения. Сражение в Мутенской долине
Узнав о поражении русско-австрийского корпуса под Цюрихом, Суворов понял, что продолжать движение к Швицу, занятому главными силами противника, бессмысленно. Казачьи разъезды, посланные в восточную часть долины, вместо австрийцев корпуса Линкена обнаружили там французов. После поражения Готце тот отступил, позволив французам запереть выход из долины. Русская армия оказалась в каменном мешке, в окружении превосходящих сил противника, без продовольствия, с ограниченным количеством боеприпасов.
18 (29) сентября в трапезной женского францисканского монастыря Св. Иосифа собрался военный совет. Речь Суворова, записанная со слов Петра Ивановича Багратиона, произвела на всех огромное впечатление:

Мы окружены горами… окружены врагом сильным, возгордившимся победою… Со времени дела при Пруте, при Государе Императоре Петре Великом, русские войска никогда не были в таком гибелью грозящем положении… Нет, это уже не измена, а явное предательство… разумное, рассчитанное предательство нас, столько крови своей проливших за спасение Австрии. Помощи теперь ждать не от кого, одна надежда на Бога, другая — на величайшую храбрость и высочайшее самоотвержение войск, вами предводимых… Нам предстоят труды величайшие, небывалые в мире! Мы на краю пропасти! Но мы — русские! с нами Бог! Спасите, спасите честь и достояние России и её Самодержца!.. спасите сына его…
Старший после Суворова генерал Дерфельден от имени всей армии заверил Суворова в том, что каждый выполнит свой долг: «Всё перенесём и не посрамим русского оружия, а если падём, то умрём со славою! Веди нас, куда думаешь, делай, что знаешь, мы твои, отец, мы русские!» — «Благодарю, — ответил Суворов, — Надеюсь! рад! Помилуй Бог, мы русские! Благодарю, спасибо, разобьём врага! И победа над ним, и победа над коварством будет победа!»

На военном совете было принято решение пробиваться на восток, через Клёнтальскую долину, отделённую от долины реки Муота перевалом Прагель (устар. «Брагельберг») к Гларусу, чтобы соединиться там с корпусом Линкена и по возможности двинуться оттуда вдоль южного берега озера Валензе на Зарганс. Первой выступать было назначено австрийской бригаде, хотя сам генерал Ауфенберг по какой-то причине Суворовым на военный совет приглашён не был.
Тем не менее, австрийцы в тот же день взошли на перевал Прагель, разбили французские посты и спустились в Клёнтальскую долину. За ней последовал авангард Багратиона и дивизия Швейковского (шесть тысяч). За ними шли войска во главе с Суворовым. Отступление совершалось под прикрытием арьергарда Розенберга (первоначальная численность около четырёх тысяч), который стоял у Моутаталя, охраняя тыл Суворова и дожидаясь окончания спуска в долину вьюков. Стремясь прочнее запереть русскую армию, Массена направил часть своих войск к выходу из Клёнтальской долины, а сам, возглавив 18-тысячную группировку, двинулся на Швиц с целью нанести удар на Муотаталь, в тыл русской армии. Во французской армии в связи с достигнутыми успехами царило победное настроение. План разгрома французов в Швейцарии силами 3 группировок союзных войск был сорван.
19 (30) сентября бригада Ауфенберга была атакована французской бригадой генерала Габриэля Молитора и оказалась в опасном положении, но на помощь австрийцам прибыл авангард Багратиона и повернул ход сражения вспять. Согласно российским источникам, когда французы потеснили австрийцев, Ауфенбергу было предложено сложить оружие, и тот уже было начал переговоры с противником о капитуляции, которые своим появлением прервал Багратион. Европейские источники этот эпизод не упоминают, но сообщают, что после успешной контратаки русских оба союзных полководца, независимо друг от друга, направили уже Молитору предложения о сдаче, которые тот с негодованием отверг:

Скажите вашему командиру, что его предложение безрассудно. Неужели он не знает, что его свидание с Корсаковым и Готце отменяется? Я сам победил Елачича и Линкена. Теперь они заперты в Гларусе. Маршал Суворов окружён со всех сторон. Он сам будет тем, кого вынудят сдаться!— Молитор — Ауфенбергу и Багратиону
Багратион возобновил натиск и обратил французов в бегство к небольшому Клёнтальскому озеру. Более 200 человек утонуло в попытке переплыть его, многие, рассеявшись по горам, в темноте срывались с круч, спасаясь от преследования. 168 солдат и офицеров во главе с командиром полка попали в плен. Однако отступление позволило Молитору перестроить свои войска и занять более выгодные позиции, чтобы противостоять противнику. Багратион провёл ещё четыре атаки на позиции французской артиллерии, удачно расположенной на дороге и господствующих над ней скалах, и понёс серьёзные потери. Тем временем погода ухудшилась, пошёл снег, и русские отступили на ночь. Солдаты мёрзли и голодали, поскольку костры разжигать было запрещено. Багратион, сам страдая от раны бедра, под покровом темноты собрал свои войска и подбадривал их, обещая, что следующую ночь они проведут уже в Гларусе; побуждал своих воинов наступать немедля, как только он отдаст приказ.
На следующее утро 20 сентября (1 октября) русские возобновили наступление. Молитор, после отчаянного, но недолгого сопротивления, предпочёл отступить на ближайшие холмы вдоль долины Линта и занять позиции там. Он организовал несколько линий обороны между коммунами Нетшталь, Нефельс и Моллис в северной части кантона Гларус. Вскоре после полудня того же дня Багратион получил подкрепления и возобновил натиск силами 12 батальонов против французских позиций в Нетштале. Силы с обеих сторон были примерно равны и насчитывали около пяти-шести тысяч человек. Однако французы закрепились в деревне и продолжили упорное сопротивление — им удалось разрушить мосты через Линт как раз в тот момент, когда русские попытались их захватить. Поскольку Молитор по-прежнему сохранял контроль над дорогами между Нефельсом и Моллисом, это позволяло ему держать эффективную оборону по обоим берегам реки. В то время, как Багратион расчищал путь главным силам русской армии, в её тылу развернулись боевые действия между арьергардом Розенберга и войсками Массены. Здесь произошло крупнейшее сражение Швейцарского похода.
19 сентября десятитысячное французское войско атаковало русский арьергард численностью четыре тысячи человек, и было остановлено частями первой линии под командованием Максима Владимировича Ребиндера. С прибытием трёх полков второй линии под командованием Михаила Андреевича Милорадовича русские войска перешли в контратаку, опрокинули французов и преследовали их на протяжении более 5 км до Швица, где погоня была остановлена по приказу Милорадовича. Ночью в долину спустились последние вьюки и шедшие за ними три полка пехоты. Силы Розенберга возросли до семи тысяч человек. С этими силами Розенберг отступил в восточную часть долины на 3 километра, готовясь дать противнику решающее сражение. На следующий день Массена, в свою очередь, решил нанести решающий удар, в котором предполагал задействовать все имевшиеся у него силы — около 15 тысяч человек. 20 сентября французы, выставив впереди густую стрелковую цепь, повели наступление тремя колоннами по обоим берегам реки Муота. Между передовыми частями русских и французских войск началась перестрелка. Русские части стали отступать. За ними двинулась главная масса французских войск. Неожиданно для французов Милорадович развёл передовой отряд в обе стороны по склонам и французские колонны очутились перед главными силами Розенберга, укрытыми в виноградниках по всей ширине долины. Русские войска были построены в две трёхшереножные линии, на расстоянии около 300 метров друг от друга, с кавалерией на флангах. В резерве стояли полки Ферстера и Велицкого.
Последовала атака русских войск. По свидетельству очевидцев ошеломлённые французы с минуту не предпринимали ничего, потом открыли ружейный огонь. Однако русские войска стремительно приближались к противнику. В долине Муоты начался всеобщий рукопашный бой. Русские войска наступали настолько яростно, что некоторые батальоны второй линии опередили первую, чтобы добраться до врага. Французы потерпели сокрушительное поражение. Погибло от 3 до 6 тысяч, в плен попало 1200 человек, в том числе генерал де Лакур, захвачено знамя и 7 орудий. Русские войска потеряли около 700 человек убитыми и ранеными. Победа Розенберга имела решающее значение для успешного завершения похода. Потрясённый поражением и едва спасшийся сам, Массена не решился на новое наступление со стороны Швица.
Из «Истории Русской армии»:

69-й пехотный Рязанский полк, взявший знамя в Мутенской долине, почему-то надписи на свои знамёна не получил. Полк этот вёл блестящий 23-летний командир генерал-майор граф Каменский 2-й, бывший в то же время шефом (инспектором) Архангелогородского мушкетёрского полка. Поход этот явился великолепной боевой школой для молодого Каменского. Суворов писал его отцу-фельдмаршалу (своему соратнику по Козлудже): «Ваш юный сын — старый генерал».

В это же самое время Багратион восстановил мост в Нетштале и двумя колоннами стал продвигаться маршем по обоим берегам Линта к Нефельсу. Деревню обороняли три батальона Молитора при поддержке четырёх орудий, правый фланг их прикрывали скалы, а левый — река. Хотя натиск Багратиона заставил французов оставить поселение, атака на основную позицию захлебнулась, что позволило французам подтянуть в качестве подкрепления швейцарское ополчение, контратаковать и выбить русских из города с помощью регулярных частей, подоспевших из Моллиса. По этому поводу Молитор обратился с речью к швейцарским ополченцам. Напомнив, что их предки 9 апреля 1388 года на этом же самом месте наголову разгромили австрийцев, он призвал швейцарцев подражать героям прошлого и продолжать борьбу за освобождение своей родины от иностранных «орд».
Несколько упорных попыток Багратиона захватить деревню были поначалу отбиты швейцарскими ополченцами, а затем окончательно остановлены прибывшими частями генерала Оноре Газана. По другой версии Багратион уже занял Нефельс, когда свежая дивизия Газана подоспела на помощь наголову разбитому Молитору. Возросшее численное преимущество позволило французам одержать верх и вернуть контроль над деревней. Багратион продолжил атаки, и Нефельс в этот день пять или шесть раз переходил из рук в руки. В 21:00, после 16 часов тяжёлых боёв, Суворов приказал Багратиону отойти, оставив французов на прежних позициях. У других авторов Нефельс был уже полностью захвачен русскими, когда пришёл приказ главнокомандующего отступить во избежание лишних потерь. Так или иначе, обе стороны объявили о своей победе, хотя в действительности ни одна не добилась решительных успехов — русские смогли пробиться к Гларусу, однако французы прочно заблокировали им все пути на север.
Авангард Багратиона расположился на ночлег с 20 на 21 сентября (с 1 на 2 октября) в окрестностях Гларуса, куда стали постепенно стягиваться на отдых основные силы Суворова. Последним к 23 сентября (4 октября) с пленными и трофеями прибыл Розенберг. Здесь же состоялся новый военный совет, определивший дальнейший маршрут движения суворовской армии.

## Отступление русской армии из Швейцарии

### Марш от Гларуса к Паниксу

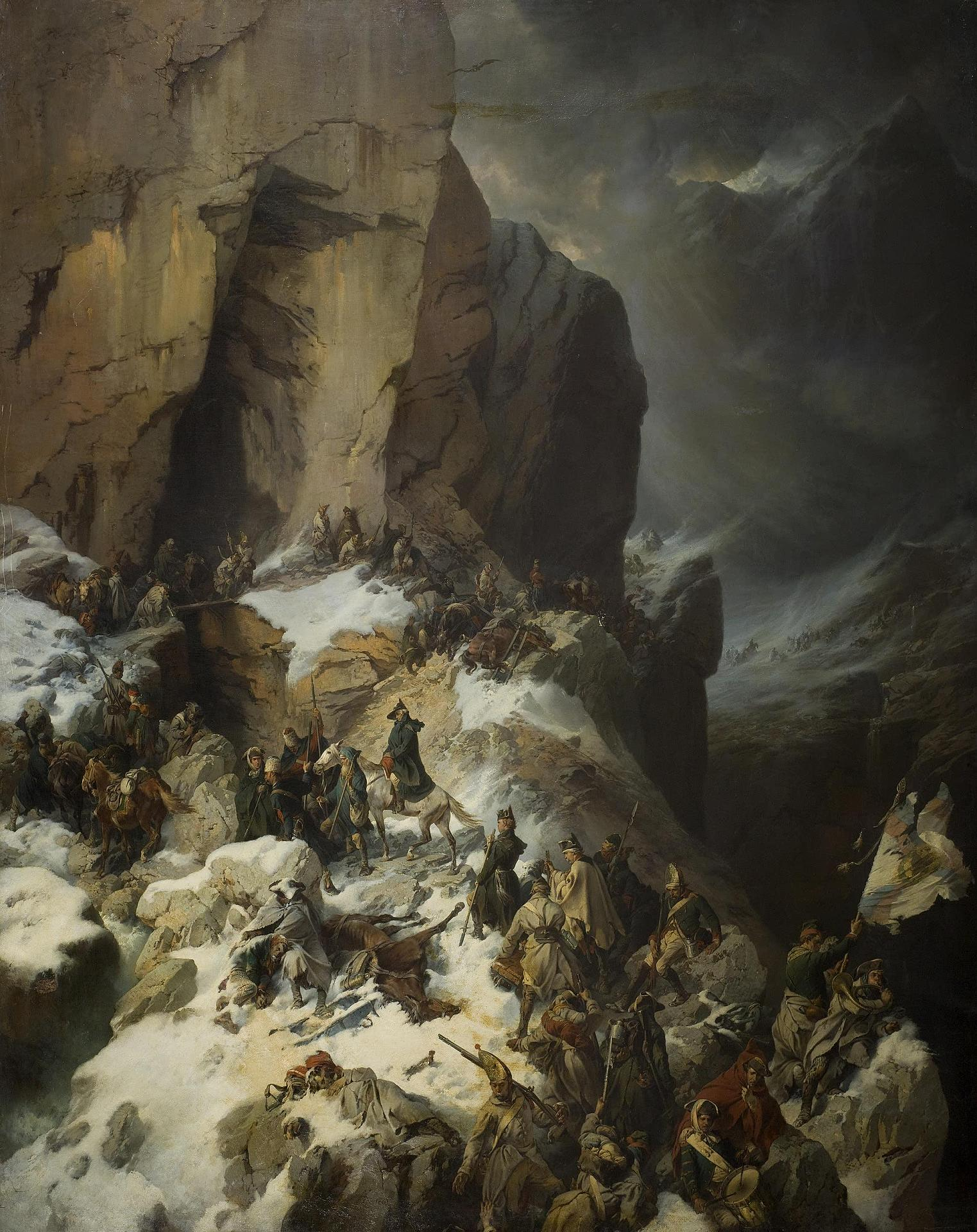
Переход русских войск через Паникс в Альпах, картина Александра Коцебу

21 сентября (2 октября) Ауфенберг отделился от Суворова и отступил в Граубюнден, куда ещё раньше отошёл, не дождавшись союзников в Гларусе, Линкен. Не встречая более противника, австрийская бригада двинулась по маршруту Гларус — Шванден — Эльм — Паникс — Иланц — Верхний Рейн и 27 сентября (8 октября) достигла занятого своими Кура. По неизвестным причинам Ауфенберг не упоминает каких-либо деталей своего перехода из Гларуса в Кур ни в одном из донесений. Однако историкам удалось восстановить его маршрут по частным письмам и дневникам офицеров его бригады.
Предоставленный собственным силам, фельдмаршал Суворов оказался перед сложным выбором. По одной версии, ещё 22 сентября (3 октября) он решил повернуть на юг и вывести свои войска тем же путём, что и Ауфенберг — тяжёлым, но свободным от неприятеля. Об этом якобы говорит, посланный им в тот же день приказ австрийскому гарнизону Иланца заготовить провиант на 2 дня. Состоявшийся на следующий день военный совет в Гларусе, хотя и рассматривал вариант наступления на север, на Нефельс, утвердил решение Суворова, принятое им заранее.
По другой версии, на военном совете 23 сентября (4 октября) Суворов настаивал следовать плану, принятому ещё в Муотатале, и пробиваться через французские позиции в Нефельсе, чтобы выйти затем на берег Валензе. Эту стратегию поддерживали австрийские генералы его штаба, считавшие, что таким путём можно скорее добраться до Зарганса и пополнить находящихся на пределе истощения запасы, в расположенных там больших магазинах с провиантом и боеприпасами. Однако русская партия во главе с великим князем Константином Павловичем возражала, что единственная возможность воссоединиться с союзниками — оторваться от французов, отступив на юг следом за Ауфенбергом и через перевал Паникс выйти в верховья Рейна. В конце концов «русское предложение» было одобрено восемью генералами из десяти. Такое решение отступать, избегая соприкосновения с противником, якобы пришлось не по нраву Суворову, однако он был вынужден согласиться с ним, принимая во внимание плачевное состояние своих войск, нехватку провианта и практически полное отсутствие боеприпасов. Это согласуется с рапортом генерала Ауфенберга, австрийская бригада которого хотя и была гораздо в меньшей степени задействованная в боях, чем русские войска, но к 20 сентября (1 октября) так же осталась без боеприпасов, денег, хлеба и практически без обуви.
Армия двинулась в путь в ночь с 23 на 24 сентября (с 4 на 5 октября). Суворов был вынужден оставить в Гларусе на милость французов около 1300 больных и раненых с письмом на имя генерала Андрэ Массены, в котором фельдмаршал просил позаботиться о них, полагаясь на гуманизм противника. Авангард вёл Михаил Андреевич Милорадович, за ним шли войска Андрея Григорьевича Розенберга и Вилима Христофоровича Дерфельдена. Прикрывал отход русских войск арьергард, состоявший из 1800 уцелевших бойцов Петра Ивановича Багратиона, только 250 из которых были боеспособны, как он сам вспоминал позднее.
Как только стало известно об отступлении русских, французы взяли инициативу в свои руки и попытались окружить Суворова, отрезав ему пути отхода: Луазон двинулся к Швандену; Мортье из Прагеля к Гларусу, чтобы блокировать долину; генерал Газан отправил бригаду из Моллиса к Золю (к югу от Гларуса) и ещё три бригады из Нетшталя в погоню за Багратионом. Утром 24 сентября (5 октября) 10-й егерский полк Газана атаковал казаков Багратиона на марше, заставив его замедлиться, а подоспевшая французская артиллерия принудила и вовсе остановиться. Развернувшись вдоль узкой долины русский генерал трижды бросал своё войско в штыковую атаку, поскольку боеприпасы у него закончились. В течение дня арьергарду пришлось выдержать около двадцати атак, чтобы сдержать врага и спасти всю армию от верного поражения.
В ночь с 24 на 25 сентября (5 на 6 октября) армия расположилась лагерем под Эльмом, на морозе и без еды, подвергаясь непрерывным атакам неприятеля. В 2 часа ночи Суворов решил вновь двинуться в путь, в то время как французы продолжали нападать на арьергард Багратиона, который сдерживал их натиск неся ощутимые потери. Ночной марш в морозную погоду стоил жизни ещё нескольким солдатам, а около 200 пропали без вести или попали в плен к французам, которые прекратили преследование, как только русские вышли на дорогу к Паниксу. Потери арьергарда составили около восьмисот человек пленными, четыре пушки, а также множество лошадей и мулов. Противнику также достался сундук с 20 000 франков армейской казны, которые французский командир Ленард (фр. Lenard) позже раздал своему батальону. Тем не менее, Багратиону удалось защитить тылы отступающей русской армии.

### Переход через Паникс и выход к Куру
Более не преследуемые противником, войска Суворова снова тронулись в путь через перевал Паникс (2407 метров). Это был последний, наиболее тяжёлый горный переход. Солдаты брели по извилистой тропинке, допускавшей движение только по одиночке, в глубоком снегу выше колена, окутанные густым туманом, при снегопаде и сильном ветре, валившем с ног; многие бросали по дороге ранцы и ружья. Число погибших во время этого перехода достигло двухсот: больные или раненые, ослабевшие от голода и изнурительных боёв и непрерывных маршей, они были не в состоянии удержаться на покрытой льдом и снегом узкой горной тропе и срывались в пропасти, либо погибали, просто засыпая на морозе. Было потеряно 300 вьюков. В наиболее трагическом положении оказались французские пленные, более тысячи которых были взяты войсками Розенберга. С 20 сентября они шли без сапог, отобранных у них русскими солдатами, поскольку у тех собственная обувь полностью износились уже после перехода через хребет Росшток. В пропасти пришлось бросить все орудия.
Как только авангард достиг вершины перевала, на него обрушился сильнейший шторм с градом и ледяным снегом, который мешал ориентироваться, подвергая постоянному риску сорваться с обрывов в пропасти. Ночевала вся армия на перевале; по совету великого князя Константина Павловича, были сложены костры из древков казацких пик, чтобы вскипятить солдатам чай. Вперёд были высланы казачьи разъезды, которые, благодаря помощи местного населения, сумели отыскать лёгкий спуск. Передовые отряды русских показались у шале Пиньиу 26 сентября (7 октября) и после короткого бивака начали спуск к Иланцу. Здесь Суворов, наконец почувствовал себя в безопасности и позволил войскам отдохнуть ещё одну ночь.
Фельдмаршал разделял со своими людьми все тяготы изнурительного похода и постоянно подбадривал их, подтрунивал над теми, кто бросил оружие или же слишком много жаловался. Одетый лишь в лёгкий мундир, чтобы показать пример стойкости своим измученным солдатам, он неизменно отказывался от плаща, который ему настойчиво предлагал адъютант. Суворов прошёл с солдатами до вершины перевала, а во время спуска:

Он сидел на казачьей лошади, и я слышал сам, как он усиливался вырваться из рук двух шедших по сторонам его дюжих казаков, которые держали его самого и вели его лошадь; он беспрестанно говорил: «Пустите меня, пустите меня, я сам пойду!» Но усердные его охранители молча продолжали своё дело, а иногда с хладнокровием отвечали: «Сиди!» И великий повиновался!— капитан Николай Алексеевич Грязев, «Мой журнал» (дневник)
9 октября армия двинулась к Переднему Рейну, а затем к Куру, куда прибыла 10 октября. Здесь (по российской историографии) завершился Швейцарский поход Суворова, который сумел сохранить не только большую часть войска — около 14 000 человек — но и привёл с собой 1400 французских пленных; столько же разбилось в пути, замёрзло и умерло от истощения сил. Впервые с начала перехода через Паникс солдаты получили тепло, хлеб, мясные и водочные порции. Из всего корпуса Суворова только 10 000 человек могли с трудом оставаться под ружьём, остальные страдали от лихорадки, либо от снежной слепоты. Казачьи сотни сократились примерно до 20 всадников, на каждую из которых приходилось четыре или пять уцелевших лошадей в плохом состоянии; артиллерия была полностью утрачена; треть войска потеряла свои ружья, а те, что остались заржавели и пришли в негодность; штыки затупились, а мундиры истрепались в лохмотья до полной неузнаваемости. Каждый пехотный полк был преобразован в батальон, а кавалерийские полки — в эскадроны.

## Возвращение армии в Россию. Последствия
В Куре армия отдыхала два дня, восстанавливая силы, после чего, снарядив обоз из пятисот тягловых животных, двинулась на Бальцерс и Вадуц. 1 (12) октября русские встали лагерем у деревни Альтенштадт, близ Фельдкирха. Оттуда 3 (14) октября Суворов написал Павлу I реляцию о Швейцарском походе. В Фельдкирхе русская армия вновь обрела полевую артиллерию, которая была направлена кружным путём из Италии через Австрию. 5 (16) октября Суворов прибыл в Линдау. 8 (19) октября здесь произошло соединение войск Суворова и Римского-Корсакова (последний привёл около половины сил своего корпуса, 10 тысяч пехоты и 3 тысячи кавалерии). В тот же день Суворов перевёл свои войска в Баварию и расположил их на зимних квартирах между реками Иллер и Лех, ожидая распоряжений от российского императора в ответ на посланные им донесения о походе в Швейцарию.
Попытки австрийской стороны предотвратить выход России из коалиции, включавшие запоздалое награждение Суворова орденом Марии Терезии I степени, не оказали на Суворова влияния. Эрцгерцогу Карлу, напоминавшему Суворову об обязанностях «искреннего и верного союзника», и пытавшемуся убедить его продолжить совместные боевые действия, Суворов ответил: «я послал курьера в Петербург, увёл на отдых свою армию и не предприму ничего без повеления моего государя» События в Швейцарии убедили Павла I в невозможности совместных действий с австрийцами. 11 (22) октября он направил Суворову два рескрипта, в которых сообщал ему о разрыве союза с австрийцами и приказывал готовить армию к возвращению в Россию. К рескриптам была приложена копия письма Павла I императору Францу I:

Видя из сего, что Мои войска покинуты на жертву неприятелю тем союзником, на которого я полагался более, чем на всех других, видя, что политика его совершенно противоположна Моим взглядам и что спасение Европы принесено в жертву желанию распространить Вашу Монархию, имея притом многия причины быть недовольным двуличным и коварным поведением Вашего министерства…Я…объявляю теперь, что отныне перестаю заботиться о Ваших выгодах и займусь собственными выгодами Моими и других союзников. Я прекращаю действовать заодно с Вашим Императорским Величеством.

15 (26) ноября русская армия двинулась от Аугсбурга в Россию. В это время Павел I под влиянием Англии склонялся к пересмотру разрыва с австрийцами при условии, что Австрия выполнит ряд политических требований России. Рескриптом от 20 ноября (1 декабря) Павел I приказал Суворову встать лагерем в той области, где он получит данный приказ. Суворов получил распоряжение Павла I в Баварии, где, однако, были сложности с обеспечением армии продовольствием. Поэтому он продолжил движение и в начале декабря остановился в Богемии. Наконец, 14 (25) января 1800 года русская армия выступила в Россию. 3 (15) февраля в Кракове Суворов сдал командование армией Розенбергу и выехал в Кобрин. Русская армия вернулась в Россию в марте 1800 года.

## Причины, помешавшие достижению цели
Швейцарский поход Суворова, имевший целью разгром французской армии в Швейцарии совместно с войсками Александра Римского-Корсакова и Фридриха фон Готце, не достиг своей цели по не зависевшим от Суворова обстоятельствам.
Не только военные того времени, но и широкая общественность Европы видели причину неудачи Швейцарского похода в действиях австрийцев.
Стендаль писал: «Великий Суворов явился в Италию лишь спустя 4 года [после того, как в 1795 г. там воевал эрцгерцог Карл] и мелкие дрязги австрийцев помешали ему проникнуть во Францию». Аналогичное замечание сделал и Наполеон: «потеря Швейцарии и поражение Корсакова были следствием ошибочного маневра эрцгерцога». Даже в условиях ухода из Швейцарии армии Карла французы находились в очень тяжёлом положении. Об этом однозначно сказал Наполеон: «он [то есть, Андрэ Массена] спас республику, выиграв Цюрихское сражение». Таким образом в сложившейся для французов обстановке единственным путём спасения армии (а заодно, как считал Наполеон, — и всей Франции) было не допустить соединения Суворова с Римским-Корсаковым, за которым мог следовать разгром главных сил французов в Швейцарии. Однако Массена, атаковавший Римского-Корсакова 14 (25) сентября, не мог предпринять что-либо за 6 дней до этого, когда Суворов по своему первоначальному плану должен был вступить во взаимодействие с Римским-Корсаковым, так как: приготовления к сложному форсированию реки Лиммат заняли много времени и были закончены перед самим сражением; раньше начать приготовления к сражению Массена не мог, так как прибытие армии Суворова в Швейцарию через Сен-Готард не предполагалось противником и явилось для него полной неожиданностью; в сроке наступления против Римского-Корсакова Массена руководствовался лишь указанием Директории, желавшей изгнать союзников из Швейцарии и усилить частью войск Массены Рейнскую армию.
К. Клаузевиц, разбирая итоги Швейцарского похода, высказал мнение, что причина его неудачи кроется в нарушении одного из основных принципов военного искусства: «сначала собраться, потом бить». Эта точка зрения на протяжении XIX века была поддержана рядом военных теоретиков, в том числе и российских. Однако Клаузевиц не рассматривал действия австрийцев как предательство, ставя им в вину только неэнергичность. Возражая этой оценке, Д. Милютин утверждал, что с самого начала «Суворов приказами обоих императоров был против своей воли поставлен перед необходимостью решать задачу, в исходных условиях которой крылись зародыши неуспеха». Однако, по его мнению, «в целом неудача союзников в Швейцарии была следствием не только неблагоприятной исходной обстановки, созданной австро-английским планом, но и совершенных австрийцами актов предательства, повлекших указанные задержки группы Суворова. Отсюда ясно, что отрицательный результат боев в Швейцарии не может служить критерием для оценки плана Суворова. Учесть в своем плане предательства союзников русский полководец, разумеется, не мог».
Суворов, не собиравшийся воевать в Швейцарии и незнакомый с топографией нового театра военных действий, готовя в Асти план похода, вызвал к себе офицеров австрийского генерального штаба. «Он говорил, что вся диспозиция была составлена одним австрийским офицером, при нём состоящим…». «Из девяти прибывших к Суворову австрийских офицеров старшим был подполковник Франц фон Вейротер. Скорее всего, именно он отвечал за разработку маршрута движения войск через Сен-Готард, Альтдорф, Швиц (то есть, по дороге, которой не существовало) на Цюрих. Историком В. С. Лопатиным выдвинута гипотеза о прямом пособничестве Вейротера Франции на основании анализа всех военных планов Вейротера: 1796 г. — армия Вурмзера разгромлена Бонапартом в Северной Италии (Вейротер занимал должность генерал-квартирмейстера штаба, т. е., начальника штаба армии); 1800 г. — план наступления армии эрцгерцога Иоганна, разработанный его начальником штаба полковником Вейротером, привел к разгрому австрийцев при Гогенлиндене; 1805 г. — сложное маневрирование русско-австрийской армии под Аустерлицем закончилось катастрофой. План этого движения был навязан главнокомандующему Кутузову при посредстве Александра I, находившегося при армии. Автором плана был генерал-майор Вейротер». По мнению В. Лопатина, эту череду катастроф «невозможно объяснить педантизмом кабинетного стратега, не понимавшего сути военного искусства. Беспристрастный исследователь вправе поставить вопрос о прямом пособничестве Вейротера врагу». В пользу предположения о двойной игре Вейротера говорит следующая деталь: «именно Вейротер вел переговоры о поставке мулов в Таверну». Непосредственных документальных доказательств предательства Вейротера, тем не менее, не существует.
Таким образом, в силу неэнергичных действий (а, возможно, и предательства) австрийцев, Швейцарский поход Суворова не достиг своей цели и претерпел крупные изменения по сравнению с первоначальным планом. Хотя Суворов в одиночку нанёс поражение сперва правому крылу противника под командованием Ж. Лекурба, оборонявшемуся на практически неприступных позициях, а затем — центру противника под командованием Андрэ Массены, разгром 70-тысячной французской армии и очищение Швейцарии от французских войск достигнуты не были.

## Итоги

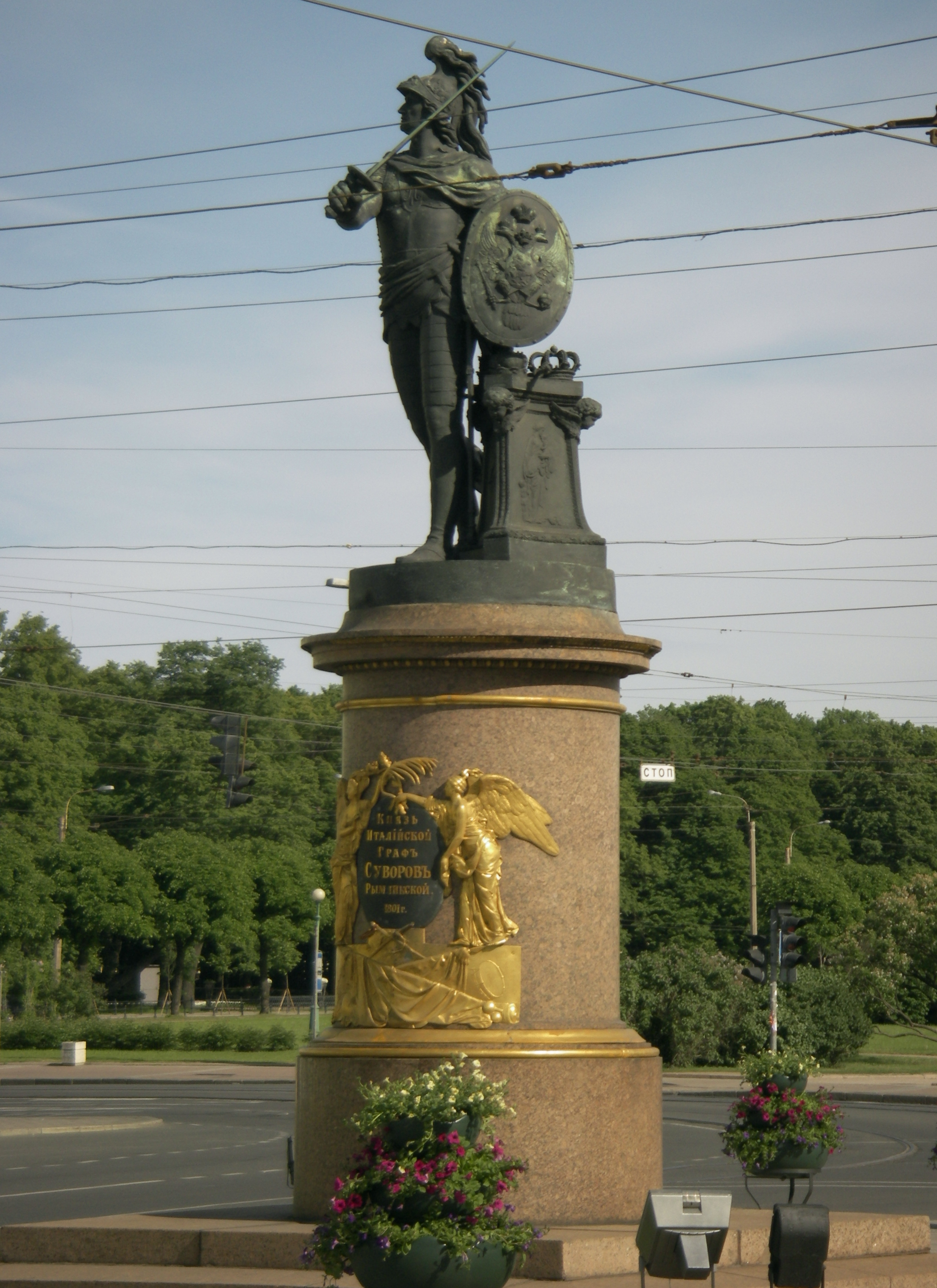
Памятник Суворову в Санкт-Петербурге, Михаил Козловский, 1801

Крупнейший исследователь Швейцарского похода Дмитрий Алексеевич Милютин считает эту компанию неудачной и оценивает общие потери Суворова в 5100 человек, из них 1600 погибших, в том числе разбившихся при переходах, и 980 раненных, оставленных в Швейцарии, из 21 000 русских воинов, выступивших в поход. Потери австрийского корпуса фон Ауфенберга и французской армии неизвестны. Однако в одном только сражении в Мутенской долине Массена потерял от трёх до шести тысяч человек убитыми и 1200 человек пленными, что сопоставимо с общими потерями Суворова за всю кампанию. Сам Суворов считал, что французы понесли в Швейцарии потери вчетверо большие. Всего в плен было взято 2818 солдат и офицеров французской армии, в том числе один генерал, три полковника, 37 штаб- и обер-офицеров и 2778 нижних чинов.

## Оценки
Швейцарский поход был высоко оценен как современниками, так и позднейшими исследователями. По мнению Фридриха Энгельса, Швейцарский поход, проведённый под руководством Александра Васильевича Суворова, «был самым выдающимся из всех совершённых до того времени альпийских переходов».
Милютин считал, что, несмотря на неудачи, эта кампания «принесла русскому войску более чести, чем самая блистательная победа».
Признавая безвыходность положения армии Суворова, Карл фон Клаузевиц назвал прорыв её из окружения «чудом».
Действия эрцгерцога Карла воздержавшегося от решительных действий против французов в Швейцарии историк оценил следующим образом: «Эрцгерцог должен был до своего отхода использовать свой явный перевес сил, чтобы наголову разбить Массену. То, что он этого не сделал, больше чем осторожность, это — трусость!». Однако в российских исследованиях отмечается, что при описании сражения в Мутенской долине фон Клаузевиц упомянул лишь о тысяче французских пленных, не сказав о том, что большую часть потерь в сражении французы понесли убитыми и умолчав, что в плен был взят французский генерал.
Андре Массене приписывают фразу, якобы произнесённую им в связи с известием о смерти русского полководца: «Я отдал бы все свои победы за один Швейцарский поход Суворова». Однако некоторые историки сомневаются в достоверности данной цитаты, так как она известна только в русскоязычных источниках.
По оценкам современных российских историков швейцарский поход Суворова является классическим примером ведения боевых действий в условиях горного театра военных действий, который стал венцом военной славы полководца.
За Швейцарский поход Суворов 28 октября (8 ноября) был возведён в звание генералиссимуса и было приказано воздвигнуть ему памятник в Санкт-Петербурге. В этой связи Павел I писал:

Побеждая повсюду и во всю жизнь нашу врагов отечества, недоставало вам одного рода славы — преодолеть и самую природу. Но вы и над нею одержали ныне верх... Награждая вас по мере признательности Моей и ставя на высший степень, чести и геройству предоставленный, уверен, что возвожу на оный знаменитейшего полководца сего и других веков.

## Память

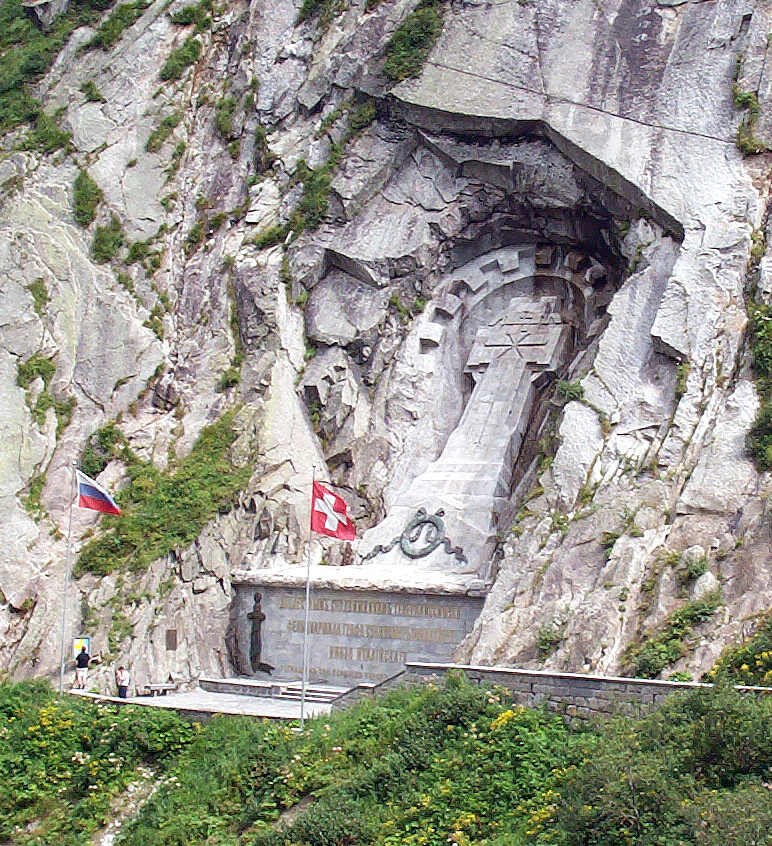
Памятник русским войскам в Швейцарских Альпах

На территории Швейцарии имеется несколько памятников Швейцарского похода. Наиболее известным из них является монумент возле Чёртова моста, открытый 14 (26) сентября 1898 года. Он представляет собой 12-метровый крест, высеченный в скале, подножье которого украшает надпись по-русски, выполненная бронзовыми буквами высотой около полуметра: «Доблестным сподвижникам генералиссимуса фельдмаршала графа Суворова-Рымникского, князя Италийского, погибшим при переходе через Альпы в 1799 году» и бронзовый меч с лавровым венком. Инициатива его создания принадлежала князю Сергею Михайловичу Голицыну, взявшему на себя все расходы. Первоначальная инициатива князя создать памятник Суворову была отклонена швейцарскими властями по той причине, что памятник русскому полководцу увековечит факт прохождения через территорию Швейцарии иностранных войск. Однако против создания памятника русским воинам, погибшим в Швейцарском походе, правительство не возражало. При этом община Урсерна, не уведомив власти Швейцарии, постановила безвозмездно уступить России земельный участок для сооружения памятника. С тех пор скала, в которой высечен памятник, небольшая площадка перед ней и ведущая к памятнику дорожка являются российской территорией, о чём правительству конфедерации стало известно только в 70-е годы XX века. Сооружение монумента продолжалось 3 года. Выступая на церемонии открытия памятника, дивизионный генерал швейцарской армии Хайнрих фон Сегессер заверил, что швейцарцы будут «беречь этот крест, и никто не осквернит его святыню, ибо никому уже более не пройти Сен-Готард войной».
19 июня 1999 года в высшей точке перевала Сен-Готард был открыт памятник Суворову. Композиция включает Суворова, сидящего на коне, и пешего старика-швейцарца Антонио Гамма, проводника русских войск от Беллинцоны до Кура. Автор памятника — российский скульптор, академик Дмитрий Никитович Тугаринов. Кроме того, на том же перевале находится каменная глыба с надписью 1806 Suvorowii victoriis с лат. — «Суворова победа»; считается, что её высекли местные жители.

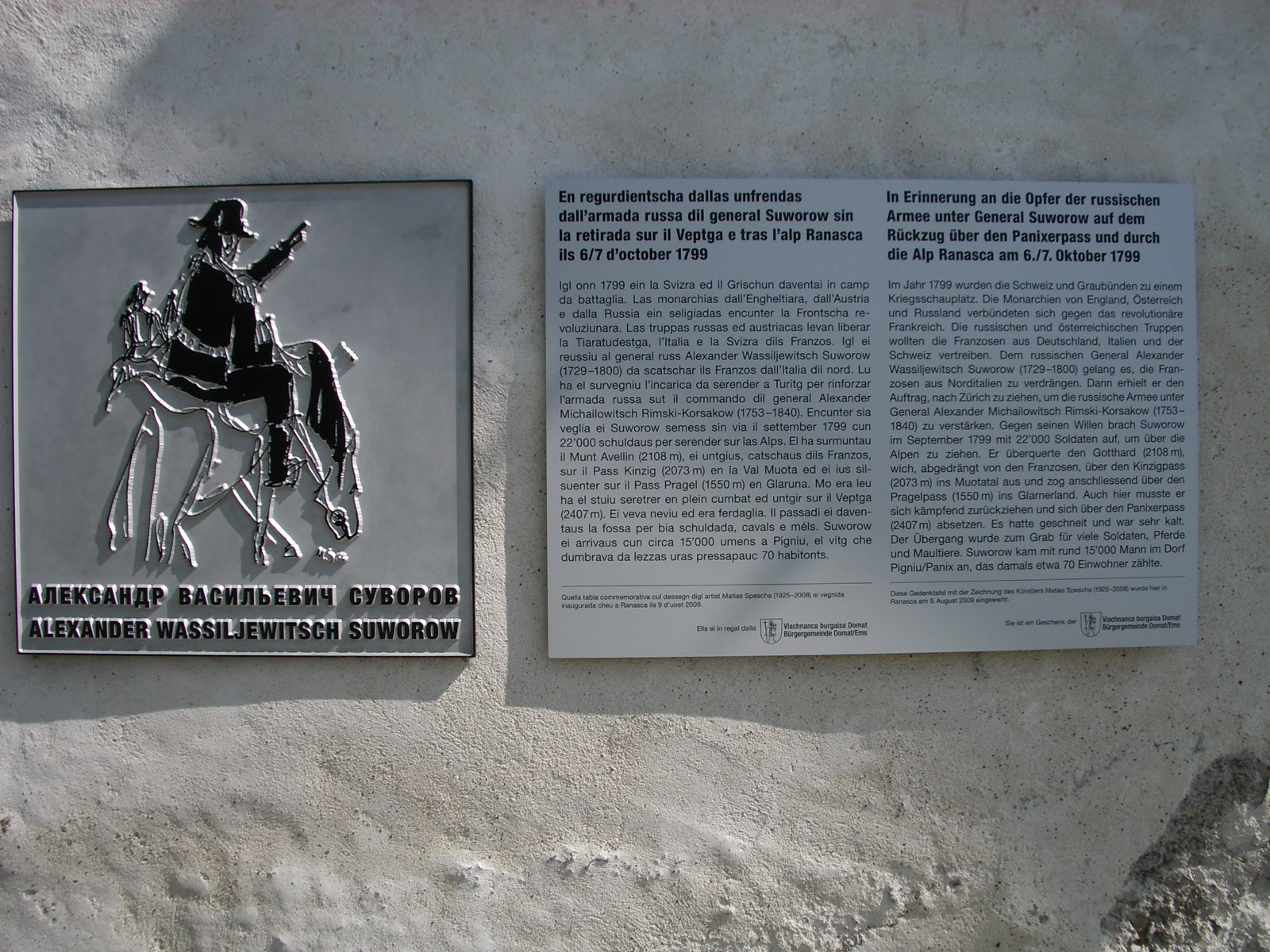
Мемориальная доска о походе Суворова на перевале Паникс

На рубеже XIX—XX веков, Василий Павлович Энгельгардт прошёл по местам Швейцарского похода Суворова и установил памятные доски на пути следования русской армии, на местах сражений и домах, где останавливался Суворов. Им был установлен металлический крест на могиле офицеров, погибших в сражении в Муотатале, а также собрана большая коллекция различных предметов русской армии — пушечных ядер, казацких ножей, штыков и сабель, подков, шпор и тому подобного, переданная потом в дар Суворовскому музею, открывшемуся в 1904 году в Санкт-Петербурге. Кроме того, по маршруту похода на перевалах Кинциг, Паникс и в других местах в разное время местными властями было установлено несколько мемориальных досок на русском и немецком языках.

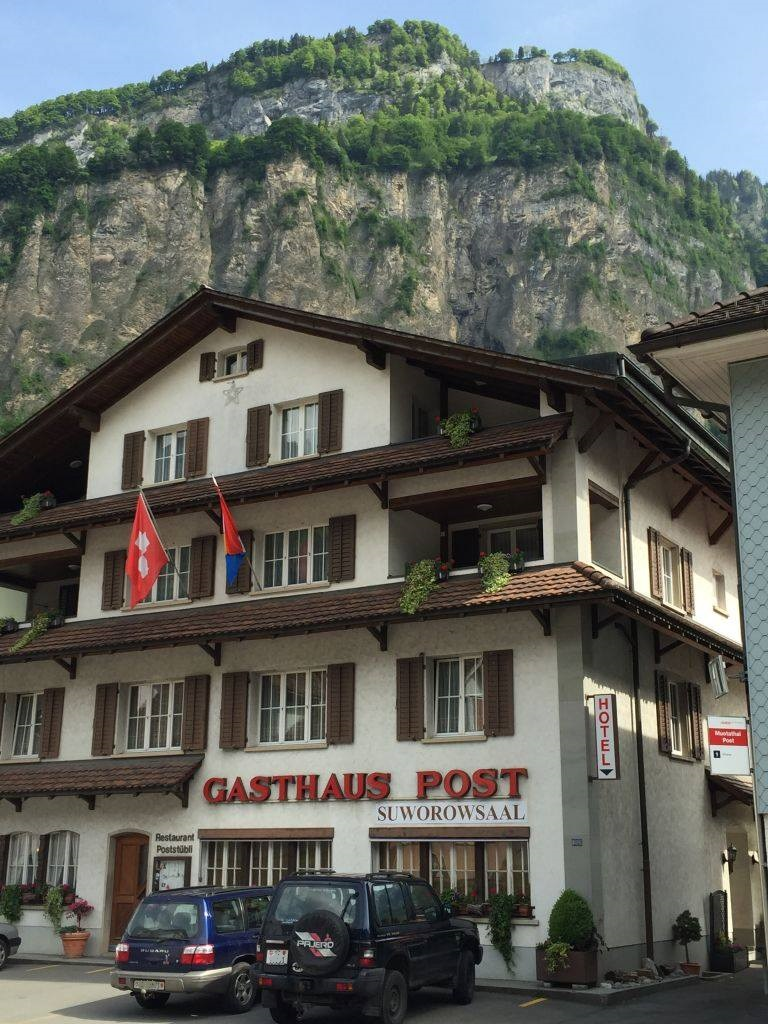
Вывеска «Зал Суворов» (Suworowsaal) на фасаде гостиницы «Gasthaus Post».
Муотаталь, 2015

 Пребывание союзной армии по командованием Суворова и сражение с французами по сей день является одним из наиболее значимых событий в истории Муотаталя. В память о нём организуются различные мероприятия для туристов (походы, лекции и тому подобное). Имя Суворова носит один из залов ресторана «Poststübli» при местной гостинице «Gasthaus Post», где гостям предлагают так называемые «русские обеды» из трёх блюд.
Исторический маршрут Швейцарского похода от Айроло до Иланца был в 2011 году промаркирован как тропа для пешего туризма Via Suworow с итал. — «Путь Суворова», или «Пеший региональный маршрут № 55» (нем. regionale Route), в рамках национального проекта Культурные маршруты Швейцарии. Туристический маршрут протяжённостью 170 км разбит на 11 однодневных участков различного уровня сложности по 8—23 км (3,5—8 часов ходового времени); подъём/спуск 7700/8100 м.

В 1899 году по мотивам истории Швейцарского похода Василий Иванович Суриков написал картину «Переход Суворова через Альпы», находящуюся теперь в коллекции Русского Музея в Санкт-Петербурге. В 1925 году Марк Алданов издал роман «Чёртов мост».

Отражение в филателии
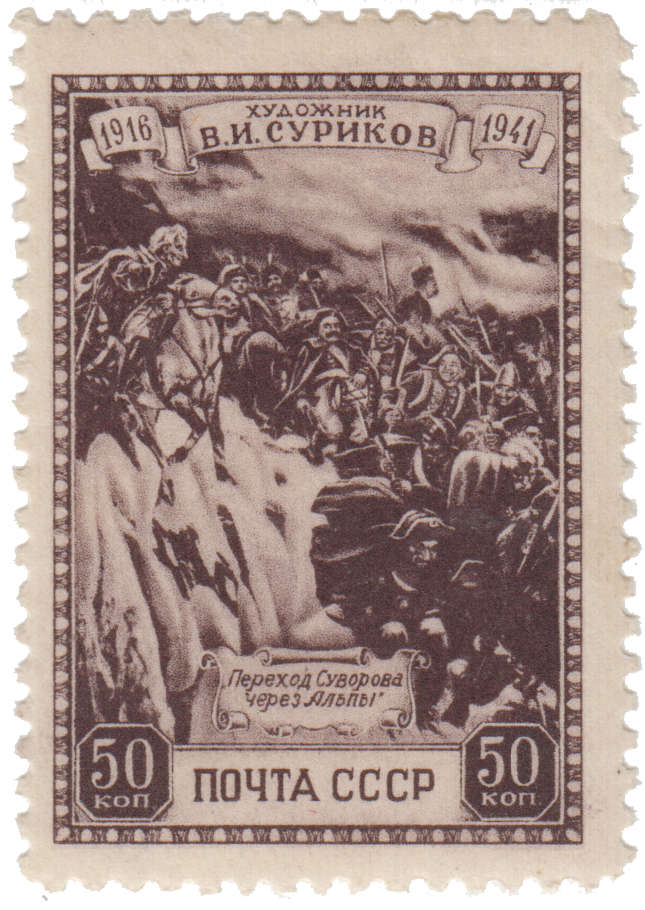
Почтовая марка, 1941 год. Серия «25-летие со дня смерти В. И. Сурикова (1848—1916)».
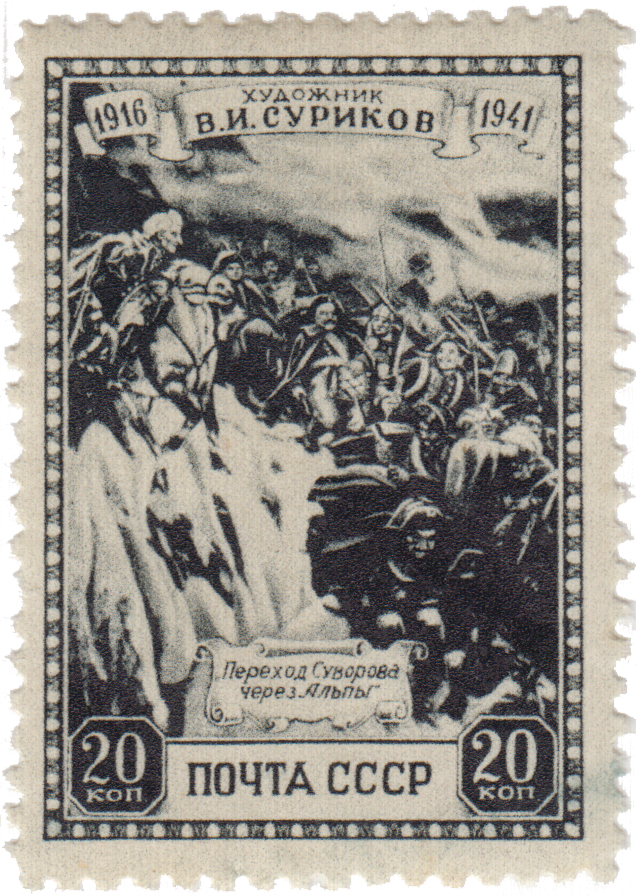
Почтовая марка, 1941 год. Серия «25-летие со дня смерти В. И. Сурикова (1848—1916)».
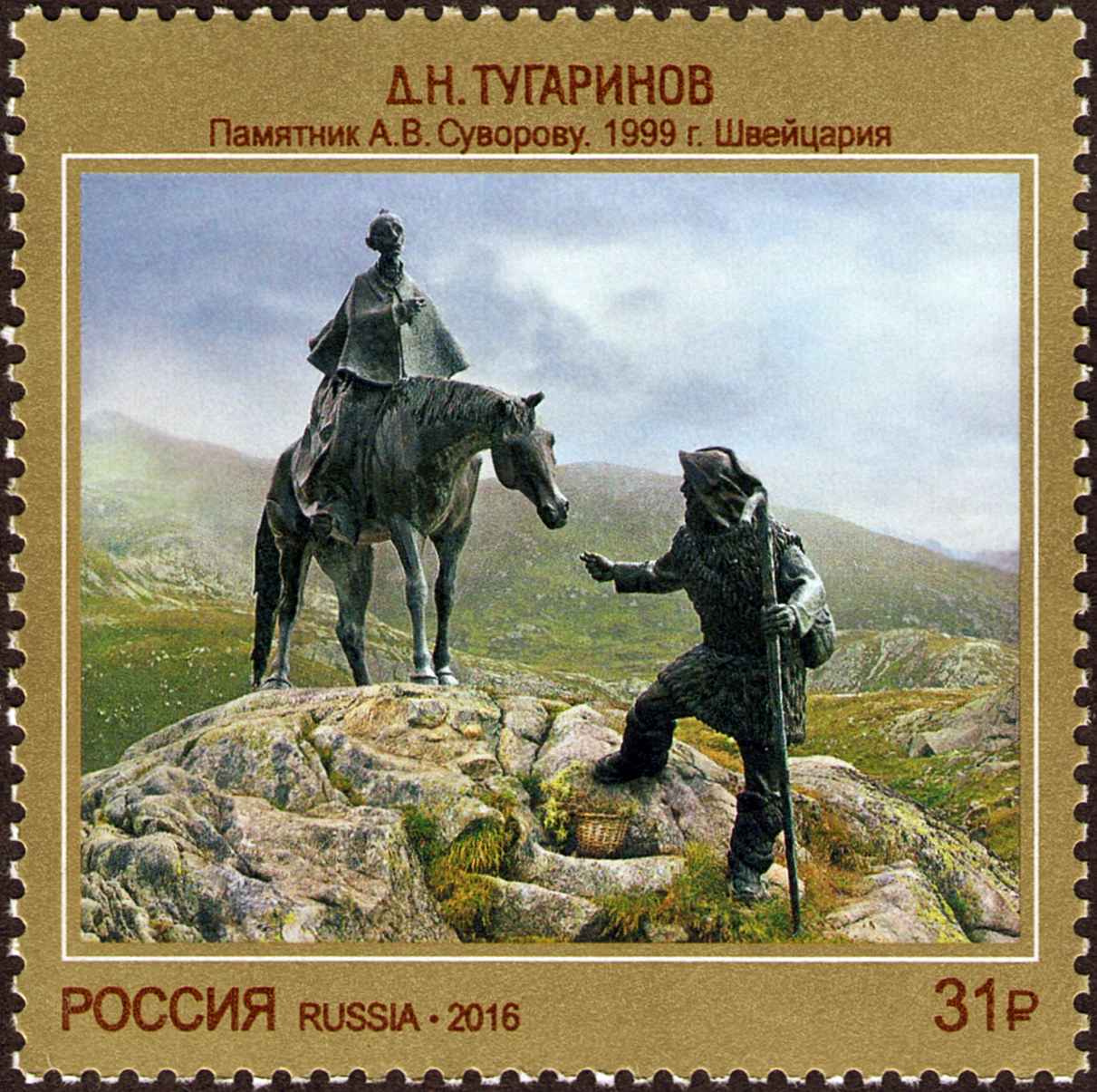
Памятник Суворову на перевале Сен-Готард, почтовая марка России 2016 года (ЦФА [АО «Марка»] № 2171)

### Музей Суворова в Линтале
С 1986 года в коммуне Линталь кантона Гларус действует небольшой частный музей Суворова (нем. Suworow Museum Linthal). Примечательна история этого собрания: с 1979 по 1995 годы местный житель — любитель истории Вальтер Гаелер (нем. Walter Gaehler) в свободное время занимался поисками в лесах и на горных перевалах (в основном при помощи металлоискателя) исторических артефактов Швейцарского похода: пушечных ядер, частей оружия, пряжек, застёжек и тому подобных металлических предметов. Считается, что он стал первым швейцарцем, который на научной основе занялся археологией в местах сражений эпохи наполеоновских войн. По мере освещения его деятельности СМИ к поискам стали подключаться другие любители археологии — все свои находки они передавали в музей. В 1985 году эти работы попали под пристальное внимание археологической службы кантона Гларус, которая в итоге установила, что специального разрешения на них не требуется, так как находки не представляют особой археологической ценности. Тем не менее, в 1993 году за эти труды Вальтеру Гаелеру была вручена кантональными властями денежная премия имени доктора Рудольфа Штуеззи (нем. Der Dr. Rudolf Stuessi Preis). После 1996 года новые находки стали исключительной редкостью и активные полевые работы были прекращены. В 2008 году комиссия по развитию культуры кантона Гларус объявила археологическую деятельность Вальтера Гаелера незаконной, а его находки — собственностью кантона. В течение последующих 8 лет исследователь добивался восстановления справедливости. В 2016 году правительство кантона полностью реабилитировало его и вернуло права собственности на музейную коллекцию. С тех пор музей Суворова в Линтале функционирует по-прежнему, на добровольные пожертвования и открыт для бесплатного посещения всем желающим.

## Краткая историография
Исходными источниками для изучения Швейцарского похода являются приказы, реляции, донесения и письма Суворова, научная публикация которых началась во второй половине XIX века и была завершена в 1950-е годы изданием четырёхтомного собрания Суворовских документов под редакцией Г. П. Мещерякова. 4-й том этого собрания посвящён документам 1799 года, в котором и происходил поход. Французские документы, связанные со Швейцарским походом, начали публиковаться значительно позднее, уже в начале XX века.
Наполеоном в кратком описании Швейцарского похода высказано предположение о том, что А. Массена, зная о планах союзников, опередил их.Сам Массена в своих донесениях Директории от 10 и 17 октября 1799 года, показывая свои тактические заслуги в Цюрихском сражении, не приписывал своей энергии и военному искусству
отступление Суворова из Швейцарии.
Фундаментальным исследованием Швейцарского похода стало 2-е издание книги полковника Генерального штаба Д. А. Милютина (впоследствии военного министра и реформатора русской армии) «История войны 1799 года между Россией и Францией в царствовании императора Павла I». (1-е издание, в котором Милютин выступал соавтором А. И. Михайловского-Данилевского, было им коренным образом переработано). Эта работа, содержавшая глубокое и всесторонне документированное описание войны 1799 года была удостоена Демидовской премии и стала классическим произведением русской и мировой военно-исторической литературы. Данную работу часто используют для современного описания Швейцарского похода в дальнейших российских научных изданиях, в том числе в Энциклопедическом словаре Брокгауза и Ефрона (статьи: Швейцарский поход Суворова; Сен-Готард; Муттенская долина"), работах А. Ф. Петрушевского, И. И. Ростунова и другие.

## Комментарии
1. ↑  По другим сведениям, полевая артиллерия была отправлена перед началом похода из Италии кружным путём из через Австрию.
2. ↑  фон Готце был к тому времени уже мёртв — 25 сентября того же года он был застрелен французами во время рекогносцировки у Шениса в ходе второй битвы за Цюрих.
3. ↑  Начальная численность французских войск 1 октября составляла 10—11 тысяч человек. На протяжении дня к ним прибывали другие подразделения, безуспешно пытавшиеся задержать преследование. Около 6 часов вечера к отступающим французским войскам прибыли на помощь ещё 3 батальона 67 полубригады.
4. ↑  Розенберг в донесении Суворову сообщил о 6000 убитых и 1000 пленных. Число пленных им было занижено, а число убитых, судя по всему, преувеличено. Суворов в реляции Павлу I сообщил о 6500 погибших, раненых и пленных французах за 2 дня боёв (1600 — 19 сентября и 4500 — 20 сентября).
5. ↑  В донесении Розенберга Суворову о сражении в долине Муоты Розенберг назвал взятого в плен генерала Лакурбом, а сам Суворов в реляции Павлу I написал фамилию «Лекурб». Это послужило причиной путаницы о взятии в плен генерала Лекурба, противостоявшего Суворову на Сен-Готарде
6. ↑  «Для своего труда Клаузевиц пользовался только австрийскими источниками, и то далеко неполными. Русских же трудов и документов он не имел ни одного. Так что, например, руководящий приказ Суворова, отданный 5 сентября 1799 всем отрядам, действующим в Швейцарии, Клаузевиц имел в немецком переводе с французского перевода, и, конечно, с немалыми искажениями. Клаузевиц не знал поэтому об истинных намерениях и планах Суворова и должен был судить о них на основании австрийских источников или собственных догадок. Это необходимо иметь в виду при чтении интересных и очень убедительных выводов Клаузевица». От издателя // Клаузевиц К., фон Швейцарский поход Суворова. 1799 год. Часть II. Изд. «Наследие». 2003, 240 с. ISBN 5-98233-003-5
7. ↑  Однако в приказе Суворова об окончании Швейцарского похода, отданном 19 (30) октября в Брегенце, указано число пленных более 3000.